# Platycentrus ramosicornis
Platycentrus ramosicornis är en insektsart som beskrevs av Frederick Byron Plummer. Platycentrus ramosicornis ingår i släktet Platycentrus och familjen hornstritar. Inga underarter finns listade i Catalogue of Life.